# Casa A. Torrent
La casa A. Torrent és un edifici d'Arenys de Mar (Maresme) protegit com a bé cultural d'interès local.

## Descripció
És una casa gran de tres plantes, de dos cossos exactament iguals al seu origen, la façana d'estil neoclàssic i isabelí. Unes pilastres estriades, que abasten els dos pisos, organitzen la façana en quatre elements i resolen la cantonada. Té una cornisa que fa de coronament i algunes motllures i els capitells de les pilastres són de terra cuita. Situada davant d'una placeta.

## Història
A la casa número 2, se li ha afegit una golfa que trenca la composició de la façana i, a més a més, s'ha esventrat la planta baixa amb una gran obertura per fer un comerç. El carrer Tossol fou construït aprofitant un replà de la falda de la serra de la Pietat. En aquest carrer s'havia alçat la torre de defensa de Na Tallacabells, bastida el segle xvi, de planta circular, que subsistí fins a les darreries del segle XIX